# Final Burn Neo
Final Burn Neo (anciennement Final Burn Alpha) est un émulateur de jeu vidéo d'arcade basé sur l'émulateur Final Burn, qui émule différents systèmes tels que le MVS, le CPS1 et CPS2, le System 16, System 18, X Board, Y Board de Sega, et toute une liste de jeux Cave Toaplan, Taito, Psikyo, Kaneko, etc. Il fonctionne sous Windows mais est également porté sous Linux, OSX, Android etc.

## Description
(juin 2017).
Final Burn Neo (FB Neo ou FBN) est communément connu à l'origine comme un émulateur de jeux d'arcade.
Il s'agit d'un projet open-source qui est programmé par un groupe de personnes qui forme l'équipe de FBN et qui, au fil des années, s'est étendu. Cette équipe est composée de Barry Harris (dit Trebble Winner), Jan_Klaassen, KEV, LoopMaster, Mike Haggar, Hyper Yagami, Ayeye rejoint par IQ_132, Dink et JacKc. 
FB Neo est basée à l'origine sur l'émulateur FinalBurn créé par Dave (connu aussi sous le pseudo de FinalDave) le 31 aout 2000. 
FinalBurn tire son nom du jeu After Burner qui était le seul jeu émulé au tout début de sa création. Par la suite d'autres classiques de Sega tels que Rail Chase ou Galaxy Force II furent ajoutés. Les mises à jour de l'émulateur étaient très fréquentes ce qui provoqua "un buzz" dans le monde de l'émulation (communément appelé "la scène" de l'émulation). Les gens rafraîchissaient en permanence le site de Dave dans l'espoir de voir apparaitre une nouvelle version. 
Dans le même temps, Razoola et CrashTest de l'équipe CPS-2 Shock commençaient à décrypter les premiers jeux du système Capcom CPS-2. Le 3 janvier 2001, Dave proposa une version de FinalBurn avec le support du jeu Street Fighter Zero, l'émulation du CPS-2 était née et FinalBurn fut le premier émulateur à supporter ce système. L'émulation était à cette période à un pic de popularité qui n'avait encore jamais été atteint précédemment et plus d'une personne était enthousiaste rien qu'à l'idée de rejouer à l'un des jeux mythiques que pouvait proposer le système d'arcade de Capcom.
Au fil du temps, de plus en plus de jeux du Capcom CPS-2 ont été pré-décryptés (techniquement "XORés", voir article sur le CPS-2) et ont été ajoutés à FinalBurn. Dave a également ajouté quelques jeux Sega et CPS-1 puisque le matériel était relativement proche et facile à intégrer. 
Finalement, le buzz sur l'excitation autour de l'émulateur de Dave a contraint ce dernier à enlever le support du CPS-2 avant de l'ajouter à nouveau, et enfin d'arrêter le développement (qu'il reprendra quelques années après avant de nouveau d'arrêter définitivement). Dave a fini par publier le code source et les fans de FinalBurn du monde entier ont pu essayer d'ajouter des jeux et de nouvelles fonctionnalités.
Peu de temps après cette période, l'équipe de FBN a été formée et les premières choses qui ont été faites étaient de mettre à jour l'interface graphique et d'améliorer ainsi que d'étendre le support de l'émulation CPS-1 et CPS-2.
Après une bonne période de temps (consacrée à rendre l'émulateur plus stable en proposant un code plus propre), de nouveaux pilotes ont été ajoutés permettant le support de nouveaux matériels d'arcade. Le pilote Toaplan-2 a été le premier qui a vraiment fait réaliser à l'équipe ce qu'il était possible de faire, par la suite, beaucoup de nouveaux pilotes sont venus s'ajouter tels qu'un support d'un des systèmes de CAVE. 
Pendant ce temps, il y a eu également des améliorations majeures de l'interface graphique et des blitters ont été ajoutés et/ou améliorés. L'effet Fishbowl a été largement commenté mais d'autres effets étaient également exceptionnels.
C'est alors qu'un pilote pour le matériel Neo-Geo de SNK fut intégré dans l'émulateur. Il demanda beaucoup de travail pour le rendre à un haut degré de précision tout en maintenant une vitesse d'émulation très performante.
À ce stade, l’émulateur proposait déjà plusieurs systèmes d'arcade parmi les plus populaires des années fin 80 / début 90 et c'est à ce moment-là que l'équipe a commencé à donner l'impression que le projet était en train d'être abandonné car rien de nouveau était ajouté et seuls les pilotes existants étaient maintenus à jour.
Heureusement, la motivation des uns entraine les autres à reprendre le projet et à ajouter de nouveaux pilotes, et c'est ainsi que de nouveaux systèmes d'arcade ont commencé à apparaitre comme le CPS-3 ou le Taito F2 pour ne citer qu'eux. À partir des années 2010, l'émulateur intégra de plus en plus de systèmes dont des consoles de jeux comme la Megadrive ou encore la PC-Engine ce qui transforma Final Burn Neo en multi-émulateurs (Arcades/Consoles). 
De plus, parce que FBN est open source, ce dernier est devenu au fil du temps et grâce à une communauté active un émulateur multi-plateformes car porté sous différents systèmes autres que Windows, tel que Linux/OSX (via QT) ou des consoles (via Android ou Dingux) par exemple.
L'émulateur propose beaucoup de fonctionnalités : filtres graphiques, recherches de cheats codes, captures d'images, gestion de tables de transparences, sauvegardes, DIP switch etc.
Final Burn Neo constitue donc une excellente alternative à MAME et, bien qu'il possède beaucoup moins de pilotes que ce dernier, permet une facilité de jeu de par son interface conviviale et ses fonctions agréables à utiliser.
Aujourd'hui, l'émulateur est continuellement amélioré et est régulièrement mis à jour et reste, tant que possible, compatible avec les jeux qu'utilise MAME et MESS.
En début d'année 2019, un conflit oppose l'un des développeurs (Barry Harris) au reste de l'équipe, il en résultera la création d'un fork intitulé Final Burn Neo représentant la suite directe de Final Burn Alpha, laissant ce dernier comme mort.

## Exemples de systèmes et de processeurs émulés
Liste non exhaustive

### Systèmes
Arcades
- Atari
- Capcom
  - CPS-1, 2 et 3
- Cave
- Galaxian et similaires
- Irem
- Kaneko 16
- Konami
- Neo-Geo MVS
- Pacman et similaires
- PGM
- Psikyo 68EC020 et similaires
- Sega
  - System 1, 16, 18 et 32, X et Y-Board
- Toaplan
  - Toaplan 1 et 2
- Taito
  - Taito F2, X et Z

Consoles
- Channel F
- ColecoVision
- Neo-Geo AES
- Neo-Geo CD
- Neo-Geo Pocket
- Nintendo NES
- Nintendo FDS
- Mega Drive
- Sega SG-1000
- Sega Game Gear
- Sega Master System
- Super NES
- PC Engine
- TurboGrafx-16
- SuperGrafx

Ordinateurs
- MSX
- ZX Spectrum

### CPUs
- ARM
- ARM7
- DECO16
- H6280
- HD6309
- HD63701
- HD63705
- I8035
- I8048
- I8749
- Konami CPU
- MB8884
- M58715
- M65C02
- M65SC02
- M6510
- M6510T
- M680EC20
- M6801
- M6802
- M6803
- M6808
- M6805
- M6809
- M7501
- M8502
- M68000
- M68008
- M68010
- M68020
- M68705
- N2A03
- N7751
- NSC8105
- S2650
- SH2
- NEC V20
- NEC V25
- NEC V30
- NEC V33
- NEC V35
- Z80

### Audio
- AY8910
- C6280
- DAC
- ES5505
- ES5506
- ES8712
- Y8950
- YM2151
- YM2203
- YM2413
- YM2608
- YM2610
- YM2612
- YM3526
- YM3812
- YMF278b
- YMZ280b
- ICS2115
- Irem ga20
- K007232
- K051649
- K053260
- K054539
- MSM5205
- MSM6295
- NAMCO
- rf5c68
- saa1099
- samples WAV
- SEGA PCM
- SN76496
- SN76489
- SN76494
- UPD7759
- X1010